# Tom et Jerry chasseurs de baleines
Pour plus de détails, voir Fiche technique et Distribution.
Tom et Jerry chasseurs de baleines (Dicky Moe) est le 122e court métrage d'animation de la série américaine Tom et Jerry réalisé par Gene Deitch et sorti le 20 juillet 1962.

## Synopsis
Au XIXe siècle, un capitaine de navire (le Komquot) à jambe de bois est obsédé par la capture de Dicky Moe, une baleine blanche contre laquelle il a une profonde aversion. Cela effraie son équipage qui s'enfuie du navire. Sur le port, Tom cherche à manger. Le capitaine l'assomme et l'engage comme membre d'équipage. Sur le navire, Jerry est aussi présent et les deux se jouent des tours. Dicky Moe apparaît et le capitaine tente de la capturer. Tom tient la corde du harpon et est envoyé par erreur sur la baleine qui s'enfuit.

## Fiche technique
- Titre original : Dicky Moe
- Titre français : Tom et Jerry chasseurs de baleines
- Réalisation : Gene Deitch
- Scénario : Eli Bauer et Gene Deitch
- Musique : Stepan Konicek
- Distribution : Métro Goldwyn Mayer
- Producteur : William Lawrence Snyder
- Durée : 6 minutes 50
- Dates de sortie :  États-Unis : 20 juillet 1962

## Distribution

### Voix originale
- Allen Swift : Captain wooden leg

## Autour du court-métrage
- L'histoire du court-métrage est inspirée de celle du roman Moby-Dick d'Herman Melville, car elle parle aussi d'un capitaine de navire à jambe de bois obsédé par la capture d'une baleine blanche contre laquelle il a une rancune.